# Société des missions du Rhin

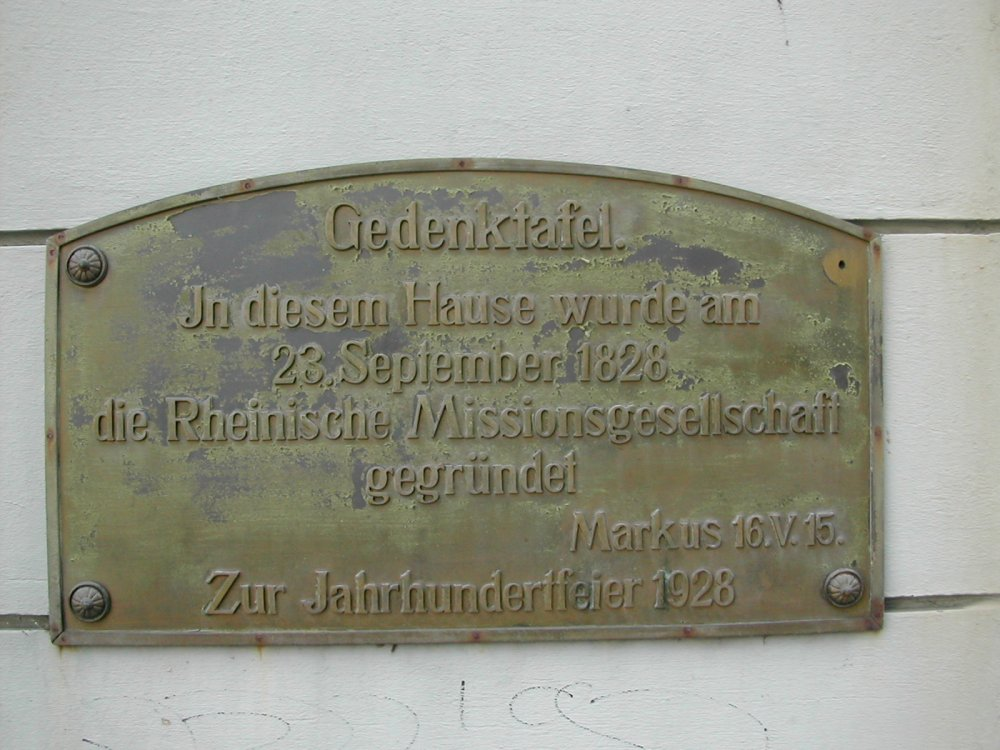
Plaque en mémoire de la fondation de la Société des missions du Rhin à Mettmann

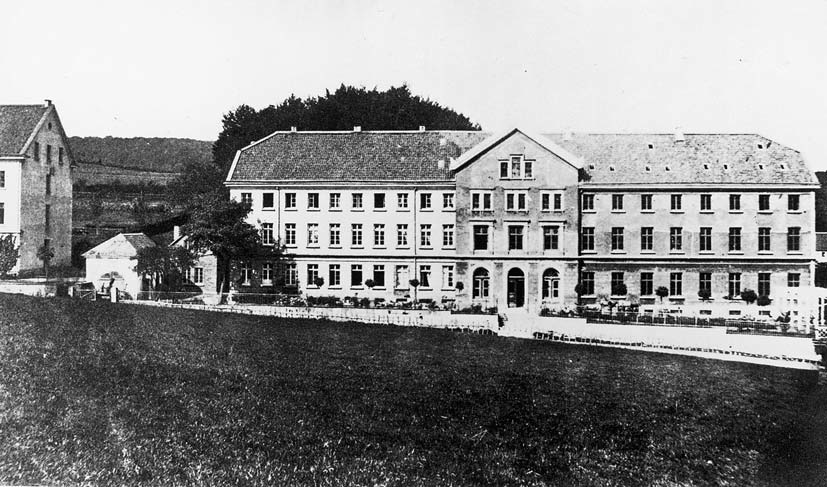
Maison des Missions à Barmen vers 1872

La Société des missions du Rhin a été constituée en 1828 par la fusion de trois sociétés missionnaires protestantes fondées respectivement à Elberfeld, Barmen et Cologne. Elle a été fusionnée dans la Société des missions protestante (de) (Vereinte Evangelische Mission) en 1971.

## Histoire

### Origines
La Société des missions d'Elberfeld fut fondée conjointement par les pasteurs luthériens et réformés de cette ville en 1799.  
Le 30 janvier 1818 fut fondé à Barmen la Société des missions de Barmen pour former une organisation d’appoint à la Mission bâloise, assurant aux futurs missionnaires des formations initiales destinées à être poursuivies à Bâle.  Elle prit le statut de séminaire en 1825.
En 1822 fut fondée la Société des missions de Cologne et Wesel. 
Enfin, le 23 septembre 1828, les trois organisations missionnaires protestantes de la Rhénanie prussienne furent fusionnées en une seule, qui prit le nom de Société des missions du Rhin (Rheinische Missionsgesellschaft) ou en abrégé "Mission rhénane". Cela fut fait en "terrain neutre" dans le presbytère protestant de la ville de Mettmann, alors occupé par le pasteur Müller La même année vit l’envoi des premiers missionnaires en Afrique.  Une bonne collaboration s’établit sur place avec la London Missionary Society et avec les organisations missionnaires néerlandaises.

### Organisation et financement
Deux autres organisations missionnaires furent encore fondées après 1828, la Société des missions du Comté de La Marck (1831) et celle de Tecklenburg-Oberlingen (1832). En outre, dans ce même synode, 40 associations de soutien chargées de lever des fonds furent établies. En 1913, celles-ci collectent ainsi 1.058.449,36 marks, dont 118.839,89 levés par l’association d’aide de Ravensberg (« Ravensberger Missions Hilfsverein ») et 23.512,66 marks réunis par l’association missionnaire de Mettmann, Wülfrath et alentours qui est le 2e plus gros contributeur. Ces dons permirent de financer 117 stations missionnaires et 683 filiales, ainsi que 839 écoles, deux hôpitaux (Tungkun, en Chine, et Pea Radja, à Sumatra) et quatre dispensaires dont 3 à Sumatra et un sur l’île de Nias.
À cela s’ajoutent les instituts de formation et le siège de Barmen, et les pensionnats pour les enfants des missionnaires à Gütersloh (1880), Bad Kreuznach (1911), Mettmann (1893 – 1928), surnommé le "cageot à petites filles" (Töchterkiste), et Kaiserswerth (à partir de 1928). Enfin ces levées de fonds permettaient d’assumer l’entretien des missionnaires retraités et de leur famille, dont une partie habitait dans les maisons des missions (comme le foyer missionnaire du 39 rue Bismarck à Mettmann)).

### Mission en Afrique australe
La première station missionnaire de la Société des missions du Rhin  dans la Colonie du Cap fut fondée en 1829 et baptisée "Station Wupperthal" du nom de la ville allemande (aujourd’hui orthographié Wuppertal) ; c’est aujourd’hui le site du village de Wupperthal (4 000 habitants). La mission rhénane élargit ensuite son domaine d’action dans la région non encore colonisée s’étendant au nord de l’Afrique du Sud, qui allait devenir une colonie allemande en 1884 sous le nom de Sud-Ouest africain allemand. Les missionnaires cherchèrent à s’interposer plus ou moins fructueusement dans le conflit entre les tribus Héréros et nama, puis dans le génocide des Héréros et des Namas. À partir de mi-1915, l'Afrique du Sud prit le contrôle militaire du Sud-Ouest africain avant d’obtenir en 1920 un mandat officiel de la Société des nations pour administrer ce territoire. La Mission rhénane dut se retirer et ses postes missionnaires furent intégrés à l’Église réformée néerlandaise, à l’exception de Wupperthal qui fut confiée à la Mission des Frères moraves et s’intégra ultérieurement à l’Église évangélique luthérienne en République de Namibie. Néanmoins la mission avait permis la fondation d'une importante église luthérienne, l’Église évangélique luthérienne en République de Namibie, à côté de laquelle subsiste aussi une petite église luthérienne germanophone.

### Mission en Nouvelle-Guinée
Depuis 1887, la Mission rhénane s’était établie à Friedrich-Wilhelm-Hafen sur la côte nord-est de la Papouasie-Nouvelle-Guinée dans le cadre de la colonisation de cette région par l’Allemagne sous le nom de Terre de l'Empereur-Guillaume. La mission catholique « Société du Verbe-Divin » arriva à Madang en 1895 seulement. Jusqu'à la fin, la Mission rhénane fut principalement active à Madang et autour dans la région de la Baie de l'Astrolabe. Elle y fit fonctionner une douzaine d'écoles éduquant avant la Première Guerre mondiale environ 500 élèves. En 1913, elle comptait neuf missionnaires, un artisan et huit femmes. Environ une centaine de personnes furent baptisés à cette époque. Cette entreprise missionnaire s’avéra moins fructueuse que celle lancée un an plus tôt à Finschhafen par la mission protestante bavaroise de Neuendettelsau (aujourd'hui Mission EineWelt (de)). Surtout dans les premières années de son activité, la Mission rhénane en Nouvelle-Guinée eut à souffrir de nombreuses pertes: vingt missionnaires perdirent la vie, dont deux tués dans des attaques par les habitants.

### Zones d’activité missionnaire jusqu'en 1914
La Mission rhénane avait en 1913 des missionnaires dans les zones suivantes : 
- L’Afrique australe (voir ci-dessus),
- La Nouvelle-Guinée(voir ci-dessus),
- Indes néerlandaises (Indonésie actuelle) : sur les îles de Borneo, Sumatra, Nias mais aussi sur les Îles Mentawai et sur l’île d’ Enggano ;
- Chine méridionale : dans la province de Canton.

L’effectif total des missionnaires était de 207 en 1913, dont 166 pasteurs, 19 non ecclésiastiques (médecins, professeurs, agriculteurs…) et 22 sœurs. À ce nombre s’ajoutaient 154 femmes de missionnaires.

### Difficultés au temps dunational-socialisme
Entre 1933 et  1945, la mission rhénane connut de graves difficultés.  Elle s’était distanciée du mouvement des Chrétiens allemands (Deutsche Christen) et avait refusé de s’intégrer à l’Église officielle sous contrôle du parti nazi et s’était au contraire associée à l’Église confessante. Le travail missionnaire fut dans ces conditions profondément perturbé dès avant la deuxième guerre mondiale. Celle-ci et l’effondrement de l’Allemagne en 1945 vinrent apporter une nouvelle série de problèmes.

### Création de la Société des missions évangéliques  allemande
En 1971 la Mission rhénane fusionna avec la Mission Bethel , issue de la Fondation Bethel de Bielefeld, lancée par Friedrich von Bodelschwingh père et dont l’activité était consacrée à la Tanzanie actuelle. pour former la Société des missions protestante (‘’Vereinte Evangelische Mission’’), Cette organisation missionnaire est actuellement gouvernée comme une union de 36 églises membres indépendantes situées en Afrique, en Asie et en Allemagne.

## Mémoriaux

### Archives et musées
Dans la maison des missions de Wuppertal, la Société des missions protestante entretient la mémoire de la Mission rhénane au travers de ses archives et de son musée.  Les artefacts collectés par les missionnaires sont présentés dans un musée ethnographique ouvert au public. Ce musée a été rénové en 2012-2013.
La Fondation accorde un prix d’Études (500 €) et un prix de Recherche (1 000 €) pour les travaux académiques concernant la recherche interculturelle.

### Cimetière missionnaire

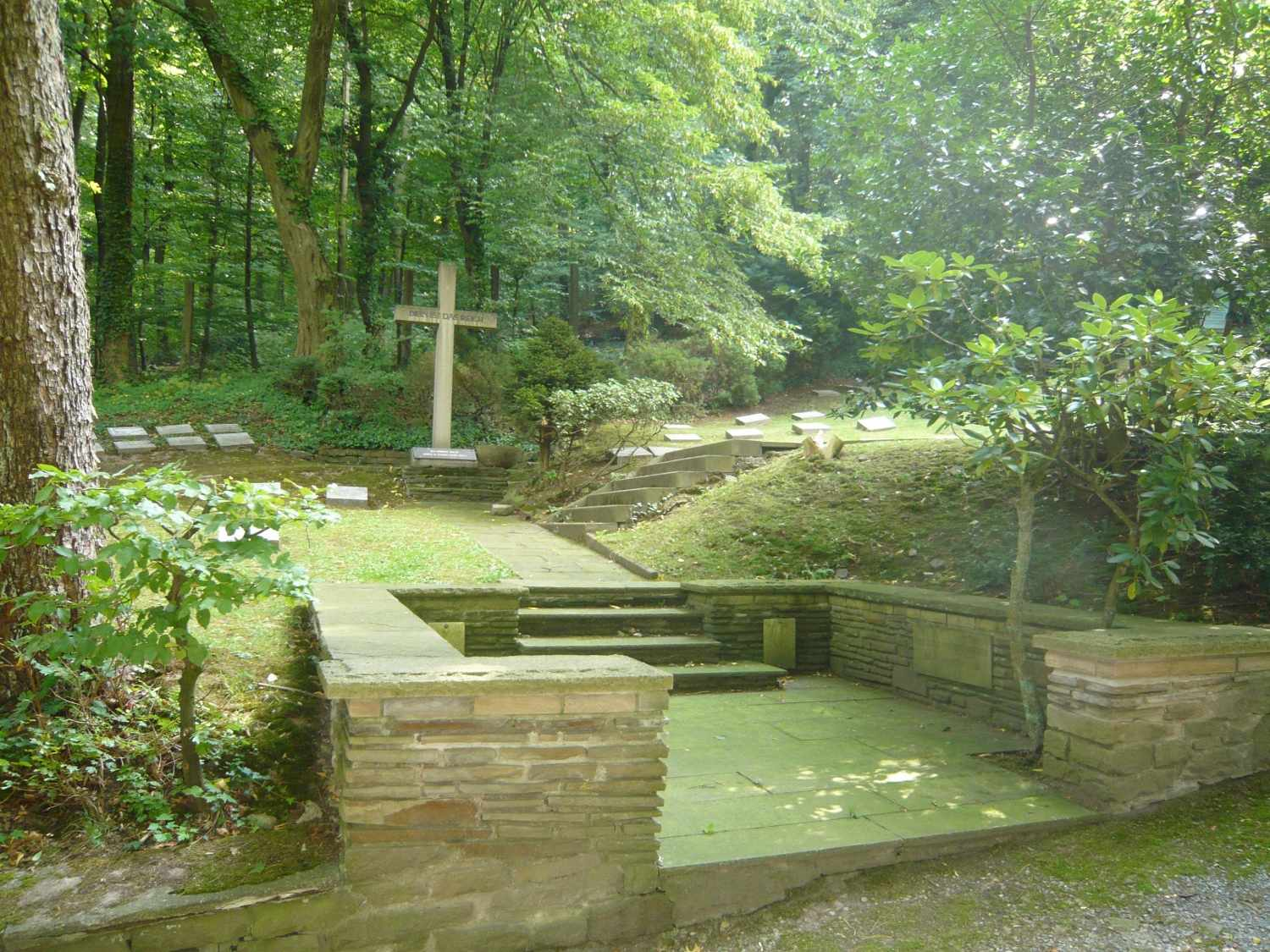
Cimetière des envoyés de la Mission rhénane

Dans le cimetière protestant de Unterbarmen, dans le quartier de Barmen à Wuppertal, se trouve une section séparée réservée aux sépultures des missionnaires de la Mission rhénane et de leurs épouses. 

### Études  historiques
La Mission rhénane a fait l’objet de nombreuses études historiques  pour la plupart en allemand.

#### En allemand
- Ludwig von Rohden: Geschichte der Rheinischen Missions-Gesellschaft. Barmen 1856. (2., umgearb u. vervollst. Ausgabe. Barmen 1871; 3. Ausg. in zwei Teilen Barmen 1888)
- August Hanke: Die Rheinische Mission in Kaiser-Wilhelms-Land, 1908, 3. Auflage, durchgesehen und ergänzt von. A. Hanke.
- Albert Hoffmann: Missionsarbeit unter primitiven Völkern. Berlin 1911.
- Georg Kunze: Im Dienste des Kreuzes auf ungebahnten Pfaden, Barmen 1897, 3rd édition 1925.
- Edmund Kriele: Das Kreuz unter den Palmen. Die Rheinische Mission in Neu-Guinea, Barmen 1927.
- Albert Hoffmann: Lebenserinnerungen eines Rheinischen Missionars, 2 Bände, Wuppertal-Barmen 1948–1949.
- W. Berner: Rheinische Missionsgesellschaft (RMG), in Religion in Geschichte und Gegenwart (RGG), 5. vol., Tubingen 1961, p. 1083.
- Gustav Menzel: Die Rheinische Mission. Aus 150 Jahren Missionsgeschichte. Verlag der Vereinigten Evang. Mission, Wuppertal 1978,  (ISBN 3-921900-00-X).
- Bade, Klaus J.: Die Rheinische Mission in "Kaiser-Wilhelms- Land" (Deutsch-Neuguinea). In: Wagner, Wilfried (Editor) : Strukturwandel im Pazifischen Raum. Bremen: Übersee-Museum Bremen; 1988: 219-244.
- Heinz Schütte: Der Ursprung der Messer und Beile. Gedanken zum zivilisatorischen Projekt rheinischer Missionare im frühkolonialen Neuguinea. Abdera Verlag, Hamburg 1995,  (ISBN 3-934376-01-0).
- Paul B. Steffen: Missionsbeginn in Neuguinea. Die Anfänge der Rheinischen, Neuendettelsauer und Steyler Missionsarbeit in Neuguinea. (Studia Instituti Missiologici S.V.D. - 61) Steyler Verlag, Nettetal 1995,  (ISBN 3-8050-0351-X).
- Nicole Glocke: Zur Geschichte der Rheinischen Missionsgesellschaft in Deutsch-Südwestafrika unter besonderer Berücksichtigung des Kolonialkrieges von 1904 bis 1907. Brockmeyer, Bochum 1997,  (ISBN 3-8196-0548-7).
- Kurt Panzergrau: Die Bildung und Erziehung der Eingeborenen Südwestafrikas durch die Rheinische Missionsgesellschaft von 1842-1914. Ein Beitrag zur Beziehung von Pädagogik und Kolonialismus. Akademischer Verlag, München 1998,  (ISBN 3-932965-11-6).

#### En anglais
- Nils Ole Oermann, Mission, Church and State Relations in South West Africa Under German Rule (1884-1915), Franz Steiner Verlag, Stuttgart, 1999,  (ISBN 978-3-515-07578-7)
- Bade, K.J., Colonial Missions and Imperialism: the background to the fiasco of the Rhenish Mission in New Guinea, Australian Journal of Politics & History, 21:2 (1975), p. 73-94.
- K.-J. Bade: Colonial Missions and Imperialism: The Background to the Fiasco of the Rhenish Mission in New Guinea, in: John A. Moses - Paul M. Kennedy (eds.): Germany in the Pacific and Far East, 1870-1914, Brisbane 1977.
- Hermann Reiner: Beginnings at Madang - The Rhenish Mission, in: Herwig Wagner/Hermann Reiner (eds.): The Lutheran Church in Papua New Guinea. The first Hundred Years 1886-1986, Lutheran Publishing House: Adelaide 1986, Second revised ed. 1987,  (ISBN 0-85910-382-X), p. 99-139.

## Relation entre la Société des missions du Rhin et lacolonisationallemande
Dans les débuts de l’évangélisation du Sud-Ouest africain les missionnaires de la Mission rhénane ont d'abord recherché la protection des autorités britanniques pour sécuriser les postes missionnaires. Cette anglophilie s’explique par le fait qu’ils devaient traverser la colonie britannique d’Afrique du Sud pour accéder à leur terrain de mission et que Walvis Bay était passé sous contrôle britannique dès 1878. Elle s’explique aussi par la grande insécurité que faisaient régner les conflits entre tribus hereros et namas et par la politique non coloniale impulsée à Berlin par Bismarck. Toutefois, le directeur de la Mission rhénane de 1857 à 1890, Friedrich Fabri commença dès 1880 à préparer les missionnaires à soutenir les éventuelles entreprises allemandes dans la région tout en se faisant l’avocat éloquent d’un développement colonial de l’Allemagne.  Le gouverneur allemand du Sud-Ouest Africain de 1894 à 1904, Theodor Leutwein, pourra ainsi écrire que sans l’appui des missionnaires, la domination allemande du territoire serait restée très théorique.  
Pendant les épisodes de répression voire de génocide que connaît le Sud-Ouest africain, de nombreux missionnaires se distancient des autorités et accompagnent les indigènes. Toutefois la Mission rhénane s'abstient de critiquer ouvertement le comportement des autorités.